# Josep Alegre i Vilas
Josep Alegre i Vilas   (Vallobar, 8 de novembre de 1940 - Reial Monestir de Santa Maria de Poblet, 26 de gener de 2024) va ser un eclesiàstic català que fou abat de Poblet de 1998 a 2015. Llicenciat en teologia per l'Institut de Teologia Fonamental de Sant Cugat del Vallès (vinculat a la Facultat de Teologia de Catalunya), fou autor de diverses obres d'espiritualitat.

## Biografia
Alegre estudià la carrera de mestre. S'ordenà sacerdot el 18 de març de 1970, havent cursat els estudis pertinents al seminari de Saragossa. Ingressà al monestir cistercenc de Santa Maria de Poblet l'any 1995. El 26 de gener de l'any següent hi vestí l'hàbit de novici, i hi professà el 25 de gener de 1997. El 20 d'abril de 1998 fou elegit abat per la comunitat de Poblet. Confirmat i instal·lat en el càrrec el mateix dia, rebé la benedicció abacial el 27 de juny següent de mans de l'arquebisbe de Tarragona Lluís Martínez Sistach.
Com a abat de Poblet, era el president nat dels monestirs de la Congregació Cistercenca de la Corona d'Aragó, que són, a banda de Poblet, els cenobis femenins de Santa Maria de Vallbona de les Monges, Santa Maria de Valldonzella i el masculí de Santa Maria de Solius.
El dia 3 de desembre de 2015, després de presentar la renúncia preceptiva per motius d'edat, fou succeït en el càrrec d'abat de Poblet per Octavi Vilà i Mayo.